# Bryony Page
Bryony Kate Frances Page (Crewe (Cheshire), 10 de desembre de 1990) és una gimnasta de trampolí anglesa. Va guanyar la medalla d'or als Jocs Olímpics d'estiu de 2024 a París en la modalitat femenina individual de salt de trampolí. Va ser la campiona del món en modalitat femenina individual de salt de trampolí el 2021 i el 2023 i part de l'equip britànic que va guanyar la medalla d'or d'equip el 2013 i la medalla d'or completa per equips el 2022.
Page va ser la primera saltadora de trampolí britànica en aconseguir una medalla olímpica, una fita assolida als Jocs Olímpics d'estiu de 2016 a Rio de Janeiro, on va guanyar la medalla de plata. Cinc anys més tard, als Jocs Olímpics d'estiu de 2020 de Tòquio, va guanyar una medalla de bronze. El seu triomf al 2024 va convertir Page en la primera gimnasta britànica en aconseguir el reconeixement de campiona olímpica en la modalitat de trampolí i en la primera dona britànica en assolir una victòria olímpica individual en gimnàstica.

## Trajectòria esportiva
Al principi de la seva carrera Paige va haver d'enfrontar-se als yips (una pèrdua sobtada de les habilitats motrius en esportistes). Durant dos anys va haver de treballar contra aquesta situació que l'havia fet perdre la confiança en si mateixa, però el 2010 es va recuperar amb l'ajuda del seu entrenador. L'any de la seva recuperació va competir al seu primer Mundial de salts de trampolí, on va quedar en quarta posició a la modalitat individual.
Al Mundial de 2011 va formar part de l'equip britànic que va aconseguir la medalla de plata en la modalitat per equips. Un any més tard es va perdre els Jocs Olímpics d'estiu de 2012 a Londres a causa d'una malaltia i diverses lesions, però va aconseguir la medalla d'or individual al Mundial celebrat a Sofia.
Entre el 2013 i el 2015 va guanyar tres campionats britànics de salt de trampolí i va formar part de l'equip nacional que va aconseguir la medalla d'or als Mundial de 2013 i els Europeus de 2014 i 2016.
Page va debutar als Jocs Olímpics d'estiu de 2016, on ella i la seva companya d'equip, Kat Driscoll, van esdevenir les primeres finalistes britàniques en salt de trampolí de la història del país. Bryony Page va aconseguir la setena posició a la qualificació i una medalla de plata a la final. Després dels Jocs va patir una lesió al turmell per la qual va necessitar dues cirurgies i va estar fora de la competició durant dos anys.
Va tornar al circuit professional el 2019 i va participar al Mundial de Tòquio, on va aconseguir una medalla de plata amb l'equip britànic.
Als Jocs Olímpics d'estiu de 2020 celebrats a Tòquio, Paige va guanyar una medalla de bronze en la modalitat individual. Més tard aquell mateix any, l'esportista va participar al Mundial celebrat a Bakú, on va aconseguir la medalla d'or a la modalitat individual i un bronze a la modalitat per equips.
El 2022 va declarar-se campiona europea de salt de trampolí en modalitat individual a Rímini, una fita que va repetir a Guimarães el 2024 amb una segona medalla d'or. El 2023 va tornar a guayar l'or al Mundial celebrat a Birmignham.
Va participar als Jocs Olímpics d'estiu de 2024 a París, on va aconseguir la primera medalla d'or de la història per a un gimnasta britànic.

## Vida personal
Va estudiar Biologia a la Universitat de Sheffield, on va accedir a través d'una beca d'esports. Es va graduar amb matrícula d'honor després d'haver presentat una tesi fent un estudi sobre els sons que feien els dinosaures.
Després de la seva victòria als Jocs Olímpics d'estiu de 2024, Page ha manifestat el seu desig de voler formar part d'un circ com ara el Cirque du Soleil.